# Falkenbach
Falkenbach (v překladu z němčiny Sokolí potok) je německá viking/folk/black metalová kapela založená roku 1989 německým hudebníkem a multiinstrumentalistou Markusem Tümmersem alias Vratyasem Vakyasem, který žil určitou dobu na Islandu. Je to de facto Vakyasův jednočlenný projekt, Vakyas působil i v kapele Crimson Gates. Původně tvorba Falkenbach inklinovala směrem k syrovějšímu black metalu, později jsou patrné vlivy folk metalu a viking metalu s čistým vokálem.

## Diskografie

### Dema
- Hávamál (1989)
- Tanfana (1990)
- Towards Solens Golden Light (1991)
- Laeknishendr (1995)
- Promo '95 (1995)
- ...Skínn af sverði sól valtíva... (1996)

### Studiová alba
- ...En their medh ríki fara... (1996)
- ...Magni blandinn ok megintiri... (1998)
- Ok nefna tysvar Ty (2003)
- Heralding – The Fireblade (2005)
- Tiurida (2011)
- Asa (2013)

### EP a singly
- Eweroun (singl 2013)[4]